# Ingeborg Walberg
Ingeborg Carolina Emerentia Walberg, född von Düben 6 december 1862 i Överselö, död 17 mars 1943 i Gränna, var en svensk missionär.
Walberg var dotter till godsägaren friherre Cesar von Düben och författaren Augusta Lilliestråle samt sondotter till militären Gustaf von Düben. Hon åkte omkring 1890 som Svenska kyrkans missionär till Zululandet i den brittiska Natalkolonin.
Walbergs etnografiska samlingar skänktes till Naturhistoriska riksmuseet och den etnografiska missionsutställningen. Samlingen består av zuluartefakter från Emtulwa.
Hon gifte sig 1897 med prästen Erik Gustaf Walberg, Svenska kyrkans missionär på missionsstationen i Ekutuleni. År 1915 blev hon änka. I äktenskapet föddes flera barn.